# 约翰·梅纳德·凯恩斯
约翰·梅纳德·凯恩斯，第一代凯恩斯男爵（英語：John Maynard Keynes, 1st Baron Keynes，1883年6月5日—1946年4月21日），一般稱作凱因斯（或譯為凱恩斯），英国经济学家。
凱因斯一反自18世紀亞當·史密斯以來尊重市場機制、反對人為干預的經濟學思想，他主張政府應積極扮演經濟舵手的角色，透過財政與貨幣政策來對抗經濟衰退乃至於經濟蕭條。
凱因斯的思想不僅是書本裡的學說，也成為1920年代至1930年代世界性經濟蕭條時的有效對策，以及構築起1950年代至1960年代許多資本主義社會繁榮期的政策思維，因而被誇為「資本主義的『救星』（或譯救世主）」、「戰後繁榮之父」等。一度主宰資本主義的凱因斯思想也成為經濟學理論與學派之一，稱為「凱因斯學派」，並衍生數個支系，其影響力持續至今。
在事業上，凱因斯擔任公職，出任英格蘭銀行董事，並且是數個慈善信託的顧問；他自己也做投資，而且是個成功的投資家，因此凱因斯可謂是理論與應用兼具的經濟學家典範。在生活上，凱因斯是風雅人士，他贊助藝術也做收藏，並且嗜品美酒，尤其是香檳。凱因斯十分善於言辭，雄辯滔滔；其文筆也很出色，由後世著名的經濟學家保羅·克魯曼曾被《財星》雜誌譽為「自凱因斯以來文章寫得最好的經濟學家」一事可見一斑。1999年《時代》雜誌曾如此追憶凱因斯：「高大、迷人、充滿自信」。

## 生平

### 出生
约翰·梅纳德·凯恩斯於1883年6月5日出生在一个大学教授的家庭。他的父亲约翰·内维尔·凯恩斯自1870年代起於劍橋大學的彭布羅克學院做特別研究員，之後成為哲学和政治经济学的教授，並著有邏輯學與經濟學方法論的教科書，後來又被推選為劍橋大學的教務主任（Registrary）。他的母亲弗洛朗斯·艾达·布朗是一位成功的作家和社会改革的先驱之一。

### 幼年
他7岁进入珀斯中學，2年后进入圣菲斯学院的预科班。几年以后他的天才渐渐显露，于1894年以全班第一的优异成绩毕业，并获得第一个数学奖。一年后，他考取伊顿公学，并且于1899和1900年连续两次获数学大奖。他以数学，历史和英语三项第一的成绩毕业。

### 青年
1902年，他成功考取剑桥大学国王学院的奖学金；原先攻讀數學，其後對哲學產生興趣。

### 壯年
1921年，凯恩斯发表《概率通论》（A Treatise on Probability），深入探讨概率论的哲学与数学基础。凯恩斯在书中批駁了傳統的機率論，认为应该将概率理解为假说与证据之間的一种逻辑关系，为后来的概率逻辑派奠定了基础。知名数学家伯特兰·罗素赞誉本书”毫无疑问是长久以来关于概率论的一部重要著作，再怎么称赞也不为过。”但後因阿尔弗莱德·马歇尔的鼓勵而開始研究經濟學。

### 晚年
第二次世界大戰結束之後，凱恩斯不顧健康狀況惡化一事，繼續代表英國參加國際談判。他成功地從美國獲得了新的和關於未償債務的優惠條件，用以促使英國經濟狀況回復正常。

### 逝世
就在其於1946年去世之前，凱恩斯告訴社會經濟學教授、英格蘭銀行顧問亨利·克萊，他希望亚当·斯密曾經提及的“看不見的手”能夠幫助英國走出經濟困境，他感嘆道：「我發現自己越來越依賴於一隻看不見的手來解決我們的問題，而二十年前我就試圖從經濟學思想中抹除這隻手。」

## 家庭
1921年凯恩斯陷入了对俄国著名芭蕾舞演员莉迪亚·乐甫歌娃的热恋。两人在1925年成婚，被认为是智慧和美丽的结合。据说两人的婚姻美满幸福，但没有子嗣。

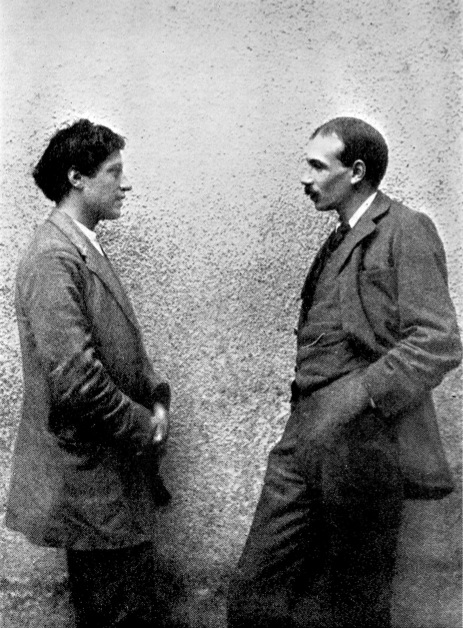
凯恩斯和画家鄧肯·格蘭特

凯恩斯可能是名雙性戀者。早年主要爱慕对象为男性。作为对性持开放态度的布卢姆茨伯里派的热心成员和剑桥使徒。他最为重要的人是画家鄧肯·格蘭特。两人自1908年相识后就一直交往甚密直到1920年代，格兰特都在凯恩斯的感情和性生活中扮演着重要地位。另一位是作家立顿·斯特拉其。。

## 学说概要
凯恩斯可谓经济学界最具影响的人物之一。他发表于1936年的主要作品《就业、利息和货币通论》引起了经济学的革命。这部作品使人们对经济学和政府在社会生活中作用的看法产生了深远的影响。凯恩斯发展了关于生产和就业水平的一般理论。其具有革命性的理论主要是：
- 关于存在非自愿失业条件下的均衡：在有效需求处于一定水平下的时候，非自愿失业是可能的。与古典经济学派相反，认为单纯的价格机制无法解决非自願性失业问题[15]。
- 引入不稳定和预期性，建立流动性偏好倾向基础上的货币理论：投资边际效应概念引入推翻了薩伊定律和储蓄与投资之间的因果关系。

他的这些思想为政府干涉经济以摆脱经济萧条和防止经济过热提供了理论依据，创立了宏观经济学的基本思想。凯恩斯一生对经济学作出了极大的贡献，曾被誉为资本主义的“救星”、“战后繁荣之父”，不過也有經濟學家認為凯恩斯的政策也帶來停滯性通貨膨脹，因此也稱他為「战后滞胀病之父」。
新凱恩斯學派是20世纪50、60、70年代时，部分经济学家为应对第一代新古典主义经济学的挑战而提出的。差異有以下二點：
- 保罗·萨缪尔森等新凱恩斯學派学者把国家干预不只視為為應對經濟危機的應急措施，而當作调节经济的基本手段，主张在萧条时采用扩张性政策刺激经济，在繁荣时采用紧缩性政策抑制经济，以求让经济平稳发展。
- 新凱恩斯學派除了凱恩斯學派一様重視财政政策外，也主张同時調整货币政策，以对经济的刺激更为有力[17]。

新興凱恩斯學派是劳伦斯·鲍尔、格里高利·曼昆、戴维·罗默、奥利维尔·布兰查德、乔治·阿克洛夫、珍妮特·耶伦、约瑟夫·斯蒂格利茨发展的，20世纪70年代時美国和部分欧洲国家的经济出现了“滞胀”现象，新凱恩斯學派由于无法解释该现象受到了怀疑，因此經濟學家們提出了新兴凯恩斯学。主要特色是基于工资粘性和价格粘性展开分析，它假设名义工资和产品价格是可以调整的，但是调整速度十分缓慢。

## 社会活动
凯恩斯不但是一个理论家，而且是一个实践家。他曾经在英国财政部印度事务部工作，任剑桥大学国王学院的经济学讲师，创立政治经济学俱乐部并因其最初著作《指数编制方法》而获“亚当·斯密奖”，任《经济学杂志》主编，任皇家印度通货与财政委员会委员，兼任皇家经济学会秘书，英国财政部巴黎和会代表，主持英国财政经济顾问委员会工作，出席布雷顿森林联合国货币金融会议，并担任了国际货币基金组织和国际复兴开发银行的董事。二戰後英國百廢待興，凱恩斯代表英國政府出訪美國以求得貸款協助重建。欠款至2006年12月31日始還清。

## 關於其政治立場的不同觀點
雖然凱恩斯經常被視為熱衷於改革資本主義制度的反社會主義者，他曾表達對資本主義的失敗可能會迫使公眾轉向社會共產主義或法西斯主義一事的擔憂，而且凱恩斯的一些作品表達了他對改革資本主義制度一事的期望和對於馬克思社會主義的反感，他曾多次抨擊馬克思社會主義丶 表示他認為馬克思社會主義是荒唐的和乏味的，它從未合理地解釋為何會出現經濟動蕩，而且除了主張推翻資本主義制度之外，它從未提出任何有效的建議，並且聲稱《資本論》是過時的、錯誤的和毫無用處的，這些言論表明凱恩斯從未認真地審視過馬克思的思想，並且把馬克思主義簡化為只主張讓無產階級取代資產階級的地位的馬克思社會主義以對其進行稻草人論證，但是經濟學家加里·蒙吉奧維（Gary Mongiovi）教授認為凱恩斯事實上並不擁護資本主義，而是希望以自由社會主義來取代其地位，但凱恩斯對將來社會的設想是否屬於社會主義這一問題仍有很大的爭議性，而且不像不少反共產主義者所描述的那樣，凱恩斯本人十分反對史達林主義。經濟學家愛德華·富勒（Edward W. Fuller）研究了與凱恩斯的政治經濟學思想有關的文獻，最後他得出的結論是 凱恩斯本人認為自己是一個「反對馬克思主義的社會主義者」。

## 批评
著名經濟學家哈耶克及芝加哥派人士曾經公開抨擊凯恩斯主义。擁護放任自由主義的著名經濟學家亨利·赫兹利特曾經聲稱凯恩斯在其著作《通论》中所提出的理论没有一个是真实而原创的。
與凱因斯的理念相對，約瑟夫·熊彼特认为前者的論點都是错误、具有误導性的，他指出凯恩斯的理論仅仅在特殊情况下才能成立。例如，凯恩斯假设货币的周转速度是一定的，个人或企业短期内无法加以改变此宏观经济。而熊彼特指出所有现实迹象都与这种假设相反。时至今日所试行的凯恩斯主义的经济政策，不管是原始的凯恩斯主义还是被弗里德曼修正了的凯恩斯主义，都已经被企业和个人的微观经济击败。再例如，凯恩斯认为通过操纵几个简单的货币关键因素—政府开支，利率，信贷量或货币流通量就可能维持就业水平和经济繁荣稳定的永久性均衡，但熊彼特的認為符号经济作为主导经济的出现 ，反而打开了通向专制的大门。另外，熊彼特还将凯恩斯所忽略的经济体系“外面”的“边缘”的因素“创新”，作为经济体系真正的核心因素来对待。兩位20世纪最負盛名经济学家之間的分歧，在经济原理及政治观点上皆可見一斑。

## 主要作品
- 《凡尔赛和约的经济后果（英语：The Economic Consequences of the Peace）》（1919）
- 《货币改革论（英语：A Tract on Monetary Reform）》（1923）
- 《货币论（英语：A Treatise on Money）》（1930）
- 《劝说集》（1932）
- 《就业、利息和货币通论》（1936）

## 個人傳記
- 《和平的代價：貨幣、民主與凱因斯的一生》（原文：The Price of Peace: Money, Democracy, and the Life of John Maynard Keynes），作者：查克里．卡特（Zachary D. Carter），中文翻譯：賴盈滿，台北市：春山出版，2022年11月22日。ISBN 9786267236024